# Marcus Berrett
Marcus Berrett (Halifax, 23 settembre 1975) è un giocatore di squash inglese che ha rappresentato l'Italia internazionalmente. In carriera ha raggiunto il 37º posto nella classifica mondiale durante il gennaio 2009.

## Carriera
Marcus Berrett partecipa per la prima volta al campionato europeo a squadre nel 1999 con la nazionale inglese con cui si candida campione. Si qualifica nel 1998 e nel 1999 ai campionati del mondo individuali, raggiungendo gli ottavi di finale. Ha terminato la sua ultima stagione sul Psa World Tour nel 2005, dopodiché ha ricoperto varie funzioni di allenatore nella nazionale italiana. Partecipa con la squadra azzurra ai campionati del mondo a squadre del 2009 e del 2011 e ai campionati europei dal 2010 al 2015. Nel 2011, 2012 e 2013 vince il campionato italiano assoluto.

## Palmarès
- Windy City Open: 1998
- Campionati europei a squadre: 1999
- Campionato italiano assoluto: 2011, 2012, 2013